# Furnariida
Furnariida — парворяд горобцеподібних птахів підряду тиранни (Tyranni). Інфраряд ділиться на дві надродини: Formicaroidea і Furnarioidea. Включає 681 вид у семи родинах, що поширені у Новому Світі.

## Родини
- Гусеницеїдові (Conopophagidae)
- Мурахоловові (Formicariidae)
- Горнерові (Furnariidae)
- Мурашницеві (Grallariidae)
- Чагарникові тапакуло (Melanopareiidae)
- Галітові (Rhinocryptidae)
- Сорокушові (Thamnophilidae)